# Pueblo escalonado
Pueblo escalonado es una pintura realizada por Joaquim Mir. Actualmente se expone en el Museu Nacional d'Art de Catalunya, en Barcelona.

## Descripción
Joaquim Mir está considerado uno de los mejores paisajistas del arte catalán. A diferencia de la mayoría de los artistas de su generación, Mir nunca visitó París y no fue influenciado directamente por los impresionistas. «Pueblo escalonado», vista de la población de Maspujols (Tarragona), es una de las pinturas más extraordinarias del artista, en la que el estallido cromático, en estado puro, es un vivo reflejo de sus vivencias interiores. La manera tan innovadora de interpretar el paisaje es fruto de su gran talento descriptivo, de una facilidad innata para captar una atmósfera deslumbrante y de una forma original de aplicar las manchas de colores, vibrantes y atrevidas, con armónicas gradaciones cromáticas.